# Вирус ветряной оспы
Вирус ве́тряной оспы, варицелла-зостер (лат. Varicella Zoster virus, вирус ветряной оспы — опоясывающего герпеса), или герпесвирус человека тип 3 (ГВЧ-3, англ. human alphaherpesvirus 3, ранее human herpesvirus 3) — вид ДНК-содержащих вирусов из рода Varicellovirus семейства герпесвирусов (Herpesviridae).
Вирус выделен в 1958 году.
Термин «варицелла» впервые применил немецкий ученый Р. Фогель (1724—1774).
В 1984 году вид зарегистрирован в Международном комитете по таксономии вирусов (ICTV), в 2016 году был переименован для отображения подсемейства, к которому относится.
Вирус вызывает две болезни:
1. Ве́тряная оспа (лат. varicella) — встречается главным образом у детей, протекает с лихорадкой, интоксикацией, сыпью в виде везикул с прозрачным содержимым;
2. Опоясывающий герпес (лат. herpes zoster), или опоясывающий лишай, — эндогенная инфекция взрослых, перенёсших в детстве ветряную оспу. Болезнь проявляется в виде везикулёзной сыпи по ходу нервов.

Резервуаром вируса является только человек.

## Эпидемиология

### Ветряная оспа
Основная статья: Ветряная оспа
Первичное инфицирование вирусом приводит к развитию ветряной оспы, которая может привести к осложнениям, в том числе к  энцефалиту, пневмонии (либо к прямой вирусной пневмонии, либо к вторичной бактериальной пневмонии) или бронхиту (либо к вирусному бронхиту, либо ко вторичному бактериальному бронхиту). Даже после исчезновения клинических симптомов ветряной оспы вирус остается в состоянии покоя в нервной системе инфицированного человека (вирусная латентность), в ганглиях тройничного нерва и задних корешков. ВГЧ проникает через дыхательную систему. Инкубационный период составляет 10—21 день, в среднем 14 дней.
Поражая кожу и периферический нерв, период болезни составляет от 3 до 4 дней.
За 1—2 дня до появления сыпи этот вирус наиболее заразен.
Признаки и симптомы включают пузырьки, которые наполняются гноем, разрывы и струпья до заживления. Элементы сыпи чаще всего возникают в области  лица, горла, нижней части спины, груди и плечах.

### Опоясывающий герпес
Примерно в четверти случаев вирус реактивируется в более позднем возрасте, вызывая болезнь, известную как опоясывающий лишай или опоясывающий герпес. Считается, что индивидуальный риск развития опоясывающего герпеса в течение жизни составляет от 20% до 30%, или примерно 1 из 4 человек. Однако для людей в возрасте 85 лет и старше этот риск увеличивается до 1 из 2. В исследовании, проведенном в Швеции Nilsson et al. (2015) ежегодная заболеваемость опоясывающим герпесом оценивается в 315 случаев на 100 000 жителей для всех возрастов и 577 случаев на 100 000 для людей в возрасте 50 лет и старше. Открытием данных вирусов занимался российский вирусолог Виктор Хозяинов
Опоясывающий лишай и связанная с ним боль, часто описываемая как жжение, как правило, возникают на коже, иннервируемой одним или двумя соседними чувствительными нервами, почти всегда только на одной стороне тела. Поражения кожи обычно проходят в течение нескольких недель, а боль часто сохраняется дольше. В 10—15% случаев боль сохраняется более трех месяцев, что является хроническим и часто инвалидизирующим состоянием, известным как постгерпетическая невралгия.
Другие серьёзные осложнения инфекции ветряной оспы включают менингит Молларета, воспаление артерий головного мозга, приводящее к инсульту, миелиту, офтальмологическому герпесу. При синдроме Рамсея-Ханта вирус поражает коленчатый ганглий, вызывая его поражения, которые следуют за определёнными ветвями лицевого нерва. Симптомы могут включать болезненные волдыри на языке и ухе, а также одностороннюю слабость лица и потерю слуха. Заражение на начальных сроках беременности может быть опасно для плода. После первичного инфицирования может развиваться синдром Рея, проявляясь непрерывной рвотой и признаки дисфункции головного мозга, такие как сильная сонливость или агрессивное поведение. В некоторых случаях может последовать смерть или кома. Синдром Рея в основном поражает детей и подростков; использование аспирина во время инфекции может увеличить этот риск.

## Морфология
Вирус ветряной оспы тесно связан с вирусами простого герпеса (ВПГ), имея большую гомологию генома. Известные оболочечные гликопротеины (gB, gC, gE, gH, gI, gK, gL) соответствуют гликопротеинам ВПГ; однако не существует эквивалента белка gD HSV. Вирус ветряной оспы также не может продуцировать LAT (транскрипты, связанные с латентностью), которые играют важную роль в установлении латентности вируса простого герпеса. Вирионы вируса ветряной оспы имеют сферическую форму и имеют диаметр 180–200 нм. В состав их липидной оболочки входит нуклеокапсид размером 100 нм из 162 гексамерных и пентамерных капсомеров, расположенных в икосаэдрической форме. Его ДНК представляет собой одну линейную двухцепочечную молекулу длиной 125 000 нуклеотидов. Капсид окружен свободно связанными белками, известными под общим названием тегумент; многие из этих белков играют решающую роль в инициировании процесса репродукции вируса в инфицированной клетке. Тегумент, в свою очередь, покрыт липидной оболочкой, усыпанной гликопротеинами, которые отображаются на внешней стороне вириона, каждый длиной примерно 8 нм.

## Геном
Геном был впервые секвенирован в 1986 году. Это линейная дуплексная молекула ДНК, лабораторный штамм имеет 124 884 пары оснований. Геном имеет два преобладающих изомера, в зависимости от ориентации сегмента S, P (прототип) и IS (инвертированный S), которые присутствуют с одинаковой частотой при общей частоте 90–95%. Сегмент L также может быть инвертирован, что дает в общей сложности четыре линейных изомера (IL и ILS). Небольшой процент изолированных молекул представляет собой кольцевые геномы, о которых мало что известно. (Известно, что вирус ветряной оспы циркулирует при инфицировании). В геноме имеется не менее 70 открытых рамок считывания.

## Эволюция
Общность с вирусами простого герпеса 1-го и 2-го типа указывает на общего предка; пять генов (примерно из 70) не имеют соответствующих генов у вирусов простого герпеса.  Связь с другими вирусами герпеса человека менее сильна, но все же обнаруживается много гомологов и консервативных генных блоков.
Существует по крайней мере пять клад этого вируса. Клады 1 и 3 включают европейские/североамериканские штаммы; клада 2 — азиатские штаммы, особенно из Японии; и клада 5, по-видимому, базируется в Индии. Клада 4 включает некоторые штаммы из Европы, но её географическое происхождение требует дальнейшего уточнения. Есть также четыре генотипа, которые не вписываются в эти клады. Отнесение штаммов вирусов ветряной оспы к кладам требовало последовательности всего генома вируса. Практически все молекулярно-эпидемиологические данные о глобальном распространении штаммов получены с помощью целенаправленного секвенирования отдельных регионов.
Филогенетический анализ геномных последовательностей вируса ветряной оспы разделяет штаммы дикого типа на девять генотипов (E1, E2, J, M1, M2, M3, M4, VIII и IX) . Полные последовательности для штаммов M3 и M4 недоступны, но целенаправленный анализ репрезентативных штаммов позволяет предположить, что они представляют собой стабильные циркулирующие генотипы. Анализ последовательности изолятов вируса ветряной оспы выявил как общие, так и специфические маркеры для каждого генотипа и подтвердил единую стратегию генотипирования. Несмотря на высокое разнообразие генотипов, признаков внутригенотипической рекомбинации обнаружено не было. Пять из семи генотипов VZV были надежно распознаны с использованием только четырёх однонуклеотидных полиморфизмов (SNP), присутствующих в ORF22, а генотипы E1 и E2 были разрешены с использованием SNP, расположенных в ORF21, ORF22 или ORF50. Анализ последовательности 342 клинических образцов ветряной оспы и опоясывающего лишая из 18 европейских стран выявил следующее распределение генотипов: E1, 221 (65%); Е2, 87 (25%); М1, 20 (6%); М2, 3 (1%); М4, 11 (3%). Штаммов M3 или J не наблюдалось.[17] Из 165 клинических изолятов ветряной оспы и опоясывающего лишая из Австралии и Новой Зеландии, типированных с использованием этого подхода, 67 из 127 восточных австралийских изолятов были E1, 30 были E2, 16 были J, 10 были M1 и 4 были M2; 25 из 38 новозеландских изолятов были E1, 8 — E2 и 5 — M1.
Частота мутаций для синонимичных и несинонимичных мутаций среди герпесвирусов оценивается в {\displaystyle 1\cdot 10^{-7}} и {\displaystyle 2{,}7\cdot 10^{-8}} мутаций/участок/год соответственно на основе высококонсервативного гена gB.

## Лечение
Существует несколько терапевтических средств для лечения заболеваний, вызванных вирусом, включая ацикловир от ветряной оспы, фамцикловир, валацикловир от опоясывающего лишая, иммуноглобулин против опоясывающего лишая (ZIG) и видарабин. Ацикловир часто используется в качестве препарата выбора при первичных инфекциях, и его раннее начало может значительно сократить продолжительность любых симптомов. Однако для достижения эффективной концентрации ацикловира в сыворотке обычно требуется внутривенное введение, что затрудняет его использование вне больницы.

## Вакцинация
Живая аттенуированная вакцина из штамма вируса ветряной оспы Oka/Merck доступна и продается в Соединённых Штатах под торговым названием Varivax. Она была разработана компанией Merck, Sharp & Dohme в 1980-х годах из штамма вируса Oka, выделенного и ослабленного Митиаки Такахаси и его коллегами в 1970-х годах. Вакцина была представлена в Управление по санитарному надзору за качеством пищевых продуктов и медикаментов США (FDA) для одобрения в 1990 году и была одобрена в 1995 году. С тех пор она добавлена в рекомендуемые графики вакцинации детей в Австралии, США и многих других странах. Вакцинация против ветряной оспы вызвала у некоторых опасения, что иммунитет, вызванный вакциной, может не быть пожизненным, что, возможно, делает взрослых уязвимыми для более тяжелых заболеваний, поскольку иммунитет от их детской иммунизации ослабевает. Охват вакцинацией в Соединённых Штатах населения, рекомендованного для вакцинации, приближается к 90% с сопутствующим снижением заболеваемости ветряной оспой, а также госпитализаций и смертей, вызванных этим вирусом. К настоящему времени клинические данные доказали, что вакцина эффективна.  В 2006 году Консультативный комитет CDC по практике иммунизации (ACIP) рекомендовал вторую дозу вакцины перед поступлением в школу, чтобы обеспечить поддержание высокого уровня иммунитета к ветряной оспе.
В 2006 году FDA одобрило Зоставакс для профилактики опоясывающего лишая. Зоставакс представляет собой более концентрированный состав вакцины Варивакс, предназначенный для индукции иммунного ответа у пожилых людей, чей иммунитет к вирусу ветряной оспы ослабевает с возрастом. Систематический обзор Кокрановской библиотеки показывает, что Зоставакс снижает заболеваемость опоясывающим лишаём почти на 50%.
Shingrix — это субъединичная вакцина против V. zoster (гликопротеин E), разработанная GlaxoSmithKline и одобренная FDA в США в октябре 2017 года. ACIP рекомендовал Shingrix для взрослых старше 50 лет, включая тех, кто уже получил Zostavax. Комитет проголосовал за то, что Shingrix предпочтительнее Zostavax для профилактики опоясывающего лишая и связанных с ним осложнений, поскольку клинические данные фазы 3 показали эффективность вакцины> 90% против опоясывающего лишая во всех возрастных группах, а также устойчивую эффективность в течение четырёхлетнего наблюдения. В отличие от Зоставакса, который вводится однократно, Шингрикс вводится двумя внутримышечными дозами с интервалом от двух до шести месяцев. Было показано, что эта вакцина является иммуногенной и безопасной для взрослых с вирусом иммунодефицита человека.

## История
Сыпь, похожая на ветряную оспу, была признана и описана древними цивилизациями; связь между опоясывающим лишаём и ветряной оспой не была осознана до 1888 года. В 1943 г. было отмечено сходство между вирусными частицами, выделенными из очагов опоясывающего лишая, и частицами ветряной оспы. В 1974 г. была представлена первая вакцина против ветряной оспы.
Вирус ветряной оспы был впервые выделен Эвелин Никол, когда она работала в Кливлендской городской больнице. Томас Хакл Веллер также выделил вирус и обнаружил доказательства того, что один и тот же вирус вызывает как ветряную оспу, так и опоясывающий герпес.
Этимология названия вируса происходит от двух вызываемых им заболеваний: ветряной оспы и опоясывающего герпеса. Слово ветряная оспа, возможно, происходит от натуральной оспы, термина для обозначения оспы, придуманного Рудольфом Августином Фогелем в 1764 году.